# 900 Rosalinde
A 900 Rosalinde (ideiglenes jelöléssel 1918 EC) a Naprendszer kisbolygóövében található aszteroida. Max Wolf fedezte fel 1918. augusztus 10-én.